# Savalou-Aga
Savalou-Aga ist ein Arrondissement im Departement Collines im westafrikanischen Staat Benin. Es ist eine Verwaltungseinheit, die der Gerichtsbarkeit der Kommune Savalou untersteht.

## Demografie und Verwaltung
Gemäß der Volkszählung 2013 des beninischen Statistikamtes INSAE hatte das Arrondissement 14.394 Einwohner, davon waren 6972 männlich und 7422 weiblich.
Von den 111 Dörfern und Quartieren der Kommune Savalou entfallen zehn auf Savalou-Aga:
1. Dagadoho
2. Djantadoho
3. Djimè
4. Dodomey
5. Honnoukon
6. Kpakpassa
7. Lowo
8. Missè
9. Sohèdji
10. Zoundji